# Beleymas
Beleymas (okzitanisch Belesmas) ist eine französische Gemeinde mit 281 Einwohnern (Stand: 1. Januar 2022) im Norden des Départements Dordogne in der Region Nouvelle-Aquitaine (vor 2016: Aquitanien). Sie besteht aus dem Hauptort sowie mehreren Weilern (hameaux) und Einzelhöfen (fermes).

## Lage und Klima
Der Ort Beleymas liegt gut 32 km (Fahrtstrecke) südwestlich von Périgueux bzw. knapp 20 km nördlich von Bergerac in einer Höhe von ca. 135 m; durch das Gemeindegebiet fließt das Flüsschen Crempse. Das Klima ist gemäßigt bis warm; Regen (ca. 835 mm/Jahr) fällt übers Jahr verteilt.

## Bevölkerungsentwicklung
| Jahr      | 1800 | 1851 | 1901 | 1954 | 1999 | 2015 |
| Einwohner | 524  | 572  | 387  | 231  | 224  | 279  |

Der kontinuierliche Bevölkerungsrückgang im 20. Jahrhundert ist im Wesentlichen auf die Mechanisierung der Landwirtschaft und die Aufgabe von bäuerlichen Kleinbetrieben zurückzuführen.

## Wirtschaft
Die Gemeinde ist immer noch in hohem Maße landwirtschaftlich geprägt, wobei der Weinbau nur noch eine Nebenrolle spielt. Dagegen sind  einige Fischzuchtbetriebe neu entstanden. Im Ort selber haben sich Kleinhändler, Handwerker und Dienstleister niedergelassen.

## Geschichte
Auf dem Gemeindegebiet wurden die Grundmauern eines gallorömischen Landguts (villa rustica) entdeckt. Die erstmalige Erwähnung des Ortsnamens Belemas stammt aus dem Jahr 1268. Über eventuelle Übergriffe und Zerstörungen während des Hundertjährigen Krieges (1337–1453) oder der Hugenottenkriege (1562–1598) ist nichts bekannt.

## Sehenswürdigkeiten
- Die Église Saint-Martin wird im Jahr 1655 – also nach den Religionskriegen – erstmals erwähnt. Es ist ein einschiffiger Bau mit nachträglich anbauten Querhauskapellen. Der elegant geschwungene Glockengiebel (clocher mur) ist eine Hinzufügung des 17. Jahrhunderts. Die Teilstücke der beiden Altarretabel im Querhaus stammen aus einem Kloster in Périgueux.[2]

Umgebung
- Das ca. 3 km südwestlich des Ortes gelegene Château de Gammareix stammt aus dem 17. Jahrhundert; es ist heute Teil eines größeren Landguts und befindet sich in Privatbesitz.

## Persönlichkeiten
- Pierre de Belleyme (1747–1819), Geograph Ludwigs XV. wurde im Château de Gammareix geboren.